# Велики брат (1984)
Велики брат (енгл. Big Brother је измишљени лик и симбол у дистопијском роману Џорџа Орвела Хиљаду деветсто осамдесет четврта. Он је наводно вођа Океаније, тоталитарне државе у којој владајућа партија ИНГСОК има потпуну власт над становницима „зарад њиховог добра“. У друштву које Орвел описује, сваки грађанин је под сталном присмотром власти, углавном преко телекрана (са изузетком Прола). На то народ стално подсећа слоган „Велики брат те посматра“: максима која је свеприсутно изложена која се појављује кроз читав роман.
У савременој култури, термин „Велики брат” је ушао у говор као синоним за злоупотребу власти, посебно у погледу грађанских слобода, често посебно везаних за масовни надзор и недостатак избора у друштву.